# Finland op de Olympische Zomerspelen 1924
Finland nam deel aan de Olympische Zomerspelen 1924 in Parijs, Frankrijk. Met 37 medailles eindigden de Finnen op de tweede plaats in het medailleklassement.

## Medailleoverzicht
| Sport       | Olympiër | Onderdeel                  | Medaille |
| ----------- | --- | -------------------------- | -------- |
| Atletiek    | Paavo Nurmi | 1500m (m)                  | Goud     |
| Atletiek    | Paavo Nurmi | 5000m (m)                  | Goud     |
| Atletiek    | Ville Ritola | 10000m (m)                 | Goud     |
| Atletiek    | Ville Ritola | 3000m steeplechase (m)     | Goud     |
| Atletiek    | Elias Katz Frej Liewendahl Paavo Nurmi Ville Ritola Eino Seppälä Sameli Tala                                            | 3000m team (m)             | Goud     |
| Atletiek    | Albin Oskar Stenroos | marathon (m)               | Goud     |
| Atletiek    | Jonni Myyrä | speerwerpen (m)            | Goud     |
| Atletiek    | Eero Reino Lehtonen | vijfkamp (m)               | Goud     |
| Atletiek    | Paavo Nurmi | veldlopen (m)              | Goud     |
| Atletiek    | Heikki Liimatainen Paavo Nurmi Ville Ritola                                                                             | veldlopen team (m)         | Goud     |
| Worstelen   | Kustaa Pihlajamäki | -56kg vrije stijl (m)      | Goud     |
| Worstelen   | Kalle Anttila | -62kg Grieks-Romeins (m)   | Goud     |
| Worstelen   | Oskar David Friman | -67,5kg Grieks-Romeins (m) | Goud     |
| Worstelen   | Edward Wilhelm Westerlund                                                                                               | -75kg Grieks-Romeins (m)   | Goud     |
| Atletiek    | Ville Ritola | 5000m (m)                  | Zilver   |
| Atletiek    | Erik Vilhelm Vilen | 400m horden (m)            | Zilver   |
| Atletiek    | Elias Katz | 3000m steeplechase (m)     | Zilver   |
| Atletiek    | Vilho Aleksander Niittymaa                                                                                              | discuswerpen (m)           | Zilver   |
| Atletiek    | Ville Ritola | veldlopen (m)              | Zilver   |
| Schietsport | Konrad Walentin Huber                                                                                                   | trap (m)                   | Zilver   |
| Worstelen   | Kaarlo E. Mäkinen | -56kg vrije stijl (m)      | Zilver   |
| Worstelen   | Volmari W. Wikström | -66kg vrije stijl (m)      | Zilver   |
| Worstelen   | Eino Aukusti Leino | -72kg vrije stijl (m)      | Zilver   |
| Worstelen   | Anselm Ahlfors | -58kg Grieks-Romeins (m)   | Zilver   |
| Worstelen   | Aleksander Toivola | -62kg Grieks-Romeins (m)   | Zilver   |
| Worstelen   | Arthur Lindfors | -75kg Grieks-Romeins (m)   | Zilver   |
| Worstelen   | Edil Rosenqvist | +82,5kg Grieks-Romeins (m) | Zilver   |
| Atletiek    | Eero Berg | 10000m (m)                 | Brons    |
| Atletiek    | Vilho Immanuel Tuulos                                                                                                   | hink-stap-springen (m)     | Brons    |
| Schietsport | Lennart Wilhelm Hannelius                                                                                               | 25m snelvuurpistool (m)    | Brons    |
| Schietsport | Werner R. N. Ekman Konrad Walentin Huber Robert Valdemar Huber Georg J. W. Norblad Robert Tikkanen Karl Magnus Wegelius | kleiduiven team (m)        | Brons    |
| Worstelen   | Arvo Haavisto | -56kg vrije stijl (m)      | Brons    |
| Worstelen   | Vilho F. Pekkala | -72kg vrije stijl (m)      | Brons    |
| Worstelen   | Väinö V. Ikonen | -58kg Grieks-Romeins (m)   | Brons    |
| Worstelen   | Kaarlo Westerlund | -67,5kg Grieks-Romeins (m) | Brons    |
| Worstelen   | Onni Pellinen | -82,5kg Grieks-Romeins (m) | Brons    |
| Zeilen      | Hans Dittmar | 12 voets jol               | Brons    |

## Deelnemers en resultaten

### Atletiek
| Olympiër                                                                     | Onderdeel                | Resultaat   | Prestatie                                                            |
| ---------------------------------------------------------------------------- | ------------------------ | ----------- | -------------------------------------------------------------------- |
| Väinö Eskola                                                                 | 100m (m)                 | series      | serie 17: 3de in 11,1                                                |
| Reijo Halme                                                                  | 100m (m)                 | kwartfinale | serie 4: 2de in 11,1 kwartfinale 1: 5de in 11,1                      |
| Lauri Härö                                                                   | 100m (m)                 | series      | serie 9: 3de in 11,3                                                 |
| Anton Husgafvel                                                              | 100m (m)                 | series      | serie 14: 4de                                                        |
| Lauri Härö                                                                   | 200m (m)                 | series      | serie 4: 4de                                                         |
| Erik Åström                                                                  | 400m (m)                 | series      | serie 15: 2de in 52,1                                                |
| Erik Wilén                                                                   | 400m (m)                 | 15e         | serie 1: 2de in 54,8 kwartfinale 5: 3de in 49,6                      |
| Gösta Jansson                                                                | 800m (m)                 | 14e         | serie 1: 3de in 1.59,9 halve finale 3: 5de in 1.59,4                 |
| Frej Liewendahl                                                              | 1500m (m)                | 8e          | serie 6: 2de in 4.07,4 finale: 8ste in 4.00,3                        |
| Jaakko Luoma                                                                 | 1500m (m)                | 12e         | serie 1: 2de in 4.14,8 finale: 12de in 4.03,9                        |
| Paavo Nurmi                                                                  | 1500m (m)                | Goud        | serie 3: 1ste in 4.07,6 finale: 1ste in 3.53,6 (OR)                  |
| Arvo Peussa                                                                  | 1500m (m)                | 9e          | serie 4: 1ste in 4.17,4 finale: 9de in 4.00,6                        |
| Paavo Nurmi                                                                  | 5000m (m)                | Goud        | serie 2: 1ste in 15.28,4 finale: 1ste in 14.31,2 (NR)                |
| Eino Rastas                                                                  | 5000m (m)                | 11e         | serie 1: 1ste in 15.22,2 finale: 11de                                |
| Ville Ritola                                                                 | 5000m (m)                | Zilver      | serie 3: 3de in 15.32,1 finale: 2de in 14.31,4                       |
| Eino Seppälä                                                                 | 5000m (m)                | 5e          | serie 2: 3de in 15.34,6 finale: 5de in 15.18,4                       |
| Eero Berg                                                                    | 10000m (m)               | Brons       | 31.43,0                                                              |
| Ville Ritola                                                                 | 10000m (m)               | Goud        | 30.23,2 (WR)                                                         |
| Väinö Sipilä                                                                 | 10000m (m)               | 4e          | 31.50,2                                                              |
| Martti Jukola                                                                | 400m horden (m)          | 10e         | serie 4: 2de in 57,7 halve finale 2: 5de in 58,6                     |
| Erik Wilén                                                                   | 400m horden (m)          | Zilver      | serie 2: 2de in 55,3 halve finale 1: 3de in 55,4 finale: 2de in 53,8 |
| Kalle Ebb                                                                    | 3000m steeplechase (m)   | 5e          | serie 2: 3de finale: 5de in 9.57,5                                   |
| Nestori Järvelä                                                              | 3000m steeplechase (m)   | series      | serie 1: 4de                                                         |
| Elias Katz                                                                   | 3000m steeplechase (m)   | Zilver      | serie 1: 1ste in 9.43,8 (OR) finale: 2de in 9.44,0                   |
| Ville Ritola                                                                 | 3000m steeplechase (m)   | Goud        | serie 3: 1ste in 9.59,0 finale: 1ste in 9.33,6 (OR)                  |
| Väinö Eskola Reijo Halme Lauri Härö Anton Husgafval                          | 4x100m (m)               | 13e         | serie 3: 3de in 42,6                                                 |
| Erik Åströ Hirsch Drisin Eero Lehtonen Erik Wilén                            | 4x400m (m)               | 7e          | serie 2: 3de in 3.32,2                                               |
| Paavo Nurmi Ville Ritola Sameli Tala Frej Liewendahl Elias Katz Eino Seppälä | 3000m team (m)           | Goud        | halve finale 1: 1ste met 6 punten finale: 1ste met 8 punten          |
| Lauri Halonen                                                                | marathon (m)             | 4e          | 2:49.47,2                                                            |
| Henrik Hietakari                                                             | marathon (m)             | DNF         | niet gefinisht                                                       |
| Hannes Kolehmainen                                                           | marathon (m)             | DNF         | niet gefinisht                                                       |
| Ville Kyrönen                                                                | marathon (m)             | DNF         | niet gefinisht                                                       |
| Gabriel Ruotsalainen                                                         | marathon (m)             | DNF         | niet gefinish                                                        |
| Oskar Stenroos                                                               | marathon (m)             | Goud        | 2:41.22,6                                                            |
| Väinö Rainio                                                                 | verspringen (m)          | 21e         | kwalificatie groep 3: 6de met 6,54m                                  |
| Pauli Sandström                                                              | verspringen (m)          | 10e         | kwalificatie groep 1: 2de met 6,83m                                  |
| Vilho Tuulos                                                                 | verspringen (m)          | 4e          | kwalificatie groep 2: 2de met 7,07m finale: 4de met 7,07m            |
| Väinö Rainio                                                                 | hink-stap-springen (m)   | 4e          | kwalificatie groep 1: 2de met 14,94m finale: 4de met 15,01m          |
| Vilho Tuulos                                                                 | hink-stap-springen (m)   | Brons       | kwalificatie groep 2: 3de met 14,84m finale: 3de met 15,37m          |
| Bror Kraemer                                                                 | hoogspringen (m)         | 19e         | kwalificatie groep 1: 3de met 1,70m                                  |
| Yrjö Helander                                                                | polsstokhoogspringen (m) | 15e         | kwalificatie groep 2: 9de met 3,20m                                  |
| Elmer Niklander                                                              | kogelstoten (m)          | 6e          | kwalificatie groep 2: 3de met 14,265m finale: 6de met 14,265m        |
| Ville Pörhölä                                                                | kogelstoten (m)          | 7e          | kwalificatie groep 1: 3de met 14,10m                                 |
| Akseli Takala                                                                | kogelstoten (m)          | 11e         | kwalificatie groep 2: 2de met 13,315m                                |
| Hannes Torpo                                                                 | kogelstoten (m)          | 4e          | kwalificatie groep 2: 1ste met 14,45m finale: 4de met 14,45m         |
| Heikki Malmivirta                                                            | discuswerpen (m)         | 8e          | kwalificatie groep 1: 2de met 41,16m                                 |
| Vilho Niittymaa                                                              | discuswerpen (m)         | Zilver      | kwalificatie groep 2: 2de met 44,95m finale: 2de met 44,95m          |
| Elmer Niklander                                                              | discuswerpen (m)         | 7e          | kwalificatie groep 2: 3de met 42,09m                                 |
| Armas Taipale                                                                | discuswerpen (m)         | 12e         | kwalificatie groep 1: 4de met 40,215m                                |
| Yrjö Ekqvist                                                                 | speerwerpen (m)          | 4e          | kwalificatie groep 1: 4de met 56,15m finale: 4de met 57,56m          |
| Pekka Johansson                                                              | speerwerpen (m)          | 8e          | kwalificatie groep 2: 4de met 55,10m                                 |
| Jonni Myyrä                                                                  | speerwerpen (m)          | Goud        | kwalificatie groep 1: 2de met 59,30m finale: 1ste met 62,96m         |
| Urho Peltonen                                                                | speerwerpen (m)          | 7e          | kwalificatie groep 2: 3de met 55,67m                                 |
| Hugo Lahtinen                                                                | speerwerpen (m)          | 6e          | 27 punten                                                            |
| Eero Lehtonen                                                                | speerwerpen (m)          | 4e          | 23 punten                                                            |
| Leo Leino                                                                    | speerwerpen (m)          | Goud        | 14 punten                                                            |
| Iivari Yrjölä                                                                | speerwerpen (m)          | DNF         | niet gefinisht                                                       |
| Antti Huusari                                                                | tienkamp (m)             | 4e          | 7005,175 punten                                                      |
| Iivari Yrjölä                                                                | tienkamp (m)             | DNF         | niet gefinisht                                                       |
| Paavo Yrjölä                                                                 | tienkamp (m)             | 9e          | 6548,525 punten                                                      |
| Eero Berg                                                                    | veldlopen (m)            | DNF         | niet gefinisht                                                       |
| Heikki Liimatainen                                                           | veldlopen (m)            | 12e         | 38.18,0                                                              |
| Paavo Nurmi                                                                  | veldlopen (m)            | Goud        | 32.54,8                                                              |
| Eino Rastas                                                                  | veldlopen (m)            | DNF         | niet gefinisht                                                       |
| Ville Ritola                                                                 | veldlopen (m)            | Zilver      | 34.19,4                                                              |
| Väinö Sipilä                                                                 | veldlopen (m)            | DNF         | niet gefinisht                                                       |
| Heikki Liimatainen Paavo Nurmi Ville Ritola                                  | veldlopen team (m)       | Goud        | 11 punten                                                            |

### Moderne vijfkamp
| Olympiër       | Onderdeel | Resultaat | Prestatie    |
| -------------- | --------- | --------- | ------------ |
| Henrik Avellan | mannen    | 5e        | 55,5 punten  |
| Väinö Bremer   | mannen    | 9e        | 65,5 punten  |
| Emil Hagelberg | mannen    | 25e       | 110,5 punten |

### Paardensport
| Olympiër       | Onderdeel   | Resultaat | Prestatie      |
| Eventing       | Eventing    | Eventing  | Eventing       |
| -------------- | ----------- | --------- | -------------- |
| Lars Ehrnrooth | individueel | DNF       | niet gefinisht |

### Schietsport
| Olympiër                                                                                  | Onderdeel                             | Resultaat | Prestatie  |
| ----------------------------------------------------------------------------------------- | ------------------------------------- | --------- | ---------- |
| Jalo Autonen                                                                              | 25m snelvuurpistool (m)               | 21e       | 16 punten  |
| Lennart Hannelius                                                                         | 25m snelvuurpistool (m)               | Brons     | 42 punten  |
| Unio Sarlin                                                                               | 25m snelvuurpistool (m)               | 7e        | 27 punten  |
| Jean Theslöf                                                                              | 25m snelvuurpistool (m)               | 9e        | 17 punten  |
| Heikki Huttunen                                                                           | 50m geweer liggend (m)                | 20e       | 387 punten |
| Voitto Kolho                                                                              | 50m geweer liggend (m)                | 18e       | 388 punten |
| Jean Theslöf                                                                              | 50m geweer liggend (m)                | 4e        | 393 punten |
| Antti Valkama                                                                             | 50m geweer liggend (m)                | 38e       | 380 punten |
| Heikki Huttunen                                                                           | 600m vrij geweer (m)                  | 44e       | 77 punten  |
| Veli Nieminen                                                                             | 600m vrij geweer (m)                  | 31e       | 81 punten  |
| Jean Theslöf                                                                              | 600m vrij geweer (m)                  | 35e       | 79 punten  |
| Antti Valkama                                                                             | 600m vrij geweer (m)                  | 19e       | 83 punten  |
| Antti Valkama Veli Nieminen Voitto Kolho Heikki Huttunen Jean Theslöf                     | vrij geweer team (m)                  | 5e        | 628 punten |
| Jalo Autonen                                                                              | 100m bewegend doel 1 schot (m)        | 12e       | 34 punten  |
| Martti Liuttula                                                                           | 100m bewegend doel 1 schot (m)        | 5e        | 37 punten  |
| Toivo Tikkanen                                                                            | 100m bewegend doel 1 schot (m)        | 15e       | 33 punten  |
| Magnus Wegelius                                                                           | 100m bewegend doel 1 schot (m)        | 12e       | 34 punten  |
| Magnus Wegelius Martti Liuttula Jalo Autonen Toivo Tikkanen                               | 100m bewegend doel 1 schot team (m)   | 5e        | 130 punten |
| Jalo Autonen                                                                              | 100m bewegend doel 2 schoten (m)      | 9e        | 62 punten  |
| Martti Liuttula                                                                           | 100m bewegend doel 2 schoten (m)      | 15e       | 57 punten  |
| Toivo Tikkanen                                                                            | 100m bewegend doel 2 schoten (m)      | 6e        | 69 punten  |
| Magnus Wegelius                                                                           | 100m bewegend doel 2 schoten (m)      | 7e        | 64 punten  |
| Magnus Wegelius Martti Liuttula Jalo Autonen Toivo Tikkanen                               | 100m bewegend doel 2 schoten team (m) | 4e        | 239 punten |
| Werner Ekman                                                                              | trap (m)                              | 11e       | 94 punten  |
| Konrad Huber                                                                              | trap (m)                              | Zilver    | 98 punten  |
| Georg Nordblad                                                                            | trap (m)                              | 24e       | 89 punten  |
| Toivo Tikkanen                                                                            | trap (m)                              | onbekend  |            |
| Konrad Huber Robert Huber Werner Ekman Toivo Tikkanen Georg Nordblad Karl Magnus Wegelius | kleiduifschieten team (m)             | Brons     | 360 punten |

### Schoonspringen
| Olympiër          | Onderdeel      | Resultaat | Prestatie                                              |
| ----------------- | -------------- | --------- | ------------------------------------------------------ |
| Atte Lindqvist    | 3m plank (m)   | 14e       | groep 3: 5de met 25 punten                             |
| Hannes Kärkkäinen | 10m toren (m)  | 9e        | groep 2: 3de met 16 punten finale: 9de met 40,5 punten |
| Lauri Kyöstilä    | 10m toren (m)  | 13e       | groep 3: 5de met 23 punten                             |
| Jussi Elo         | hoogduiken (m) | 14e       | groep 3: 6de met 21,5 punten                           |
| Hugo Koivuniemi   | hoogduiken (m) | 18e       | groep 2: 6de met 28 punten                             |
| Yrjö Valkama      | hoogduiken (m) | 12e       | groep 1: 5de met 19,5 punten                           |

### Tennis
| Olympiër                     | Onderdeel      | Resultaat | Prestatie |
| ---------------------------- | -------------- | --------- | --- |
| Runar Granholm               | enkelspel (m)  | 17e       | 1ste ronde: vrij 2de ronde: W van AUS Brookes: walk-over 3de ronde: V van GBR Kingscote: 2-6, 0-6, 2-6        |
| Ernst Schybergson            | enkelspel (m)  | 65e       | 1ste ronde: V van SUI Ferrier: 4-6, 3-6, 3-6                                                                  |
| Arne Grahn                   | enkelspel (m)  | 65e       | 1ste ronde: V van USA Hunter: 3-6, 3-6, 1-6                                                                   |
| Boris Schildt                | enkelspel (m)  | 65e       | 1ste ronde: V van AUS Bayley: 1-6, 3-6, 4-6                                                                   |
| Runar Granholm Boris Schildt | dubbelspel (m) | 9e        | 1ste ronde: vrij 2de ronde: W van RCO Ng/Wei: walk-over 3de ronde: V van SWE Müller/Wennergren: 3-6, 1-6, 4-6 |
| Arne Grahn Ernst Schybergson | dubbelspel (m) | 17e       | 1ste ronde: V van ARG Dumas/Guillermo Robson: 1-6, 3-6, 0-6                                                   |

### Turnen
| Olympiër | Onderdeel                | Resultaat | Prestatie      |
| --- | ------------------------ | --------- | -------------- |
| Mikko Hämäläinen                                                                                                | meerkamp individueel (m) | 61e       | 65,233 punten  |
| Väinö Karonen                                                                                                   | meerkamp individueel (m) | 63e       | 65,180 punten  |
| Eevert Kerttula                                                                                                 | meerkamp individueel (m) | 66e       | 62,863 punten  |
| Eetu Kostamo | meerkamp individueel (m) | 70e       | 50,443 punten  |
| Jaakko Kunnas                                                                                                   | meerkamp individueel (m) | 51e       | 73,473 punten  |
| Aarne Roine | meerkamp individueel (m) | 59e       | 65,460 punten  |
| Akseli Roine | meerkamp individueel (m) | 56e       | 66,503 punten  |
| Otto Suhonen | meerkamp individueel (m) | 52e       | 72,843 punten  |
| Mikko Hämäläinen Väinö Karonen Eevert Kerttula Eetu Kostamo Jaakko Kunnas Aarne Roine Akseli Roine Otto Suhonen | meerkamp team (m)        | 7e        | 554,948 punten |

### Wielersport
| Olympiër                                             | Onderdeel          | Resultaat | Prestatie      |
| ---------------------------------------------------- | ------------------ | --------- | -------------- |
| Anton Collin                                         | tijdrit (m)        | DNF       | niet gefinisht |
| Erik Frank                                           | tijdrit (m)        | 52e       | 8:04.53,0      |
| Toivo Hörkkö                                         | tijdrit (m)        | 56e       | 8:18.00,0      |
| Ilmari Voudelin                                      | tijdrit (m)        | 47e       | 7:41.03,4      |
| Anton Collin Erik Frank Toivo Hörkkö Ilmari Voudelin | ploegentijdrit (m) | 13e       | 24:03.56,4     |

### Worstelen
| Olympiër           | Onderdeel   | Resultaat   | Prestatie |
| Vrije stijl        | Vrije stijl | Vrije stijl | Vrije stijl |
| ------------------ | ----------- | ----------- | --- |
| Kustaa Pihlajamäki | -56kg (m)   | Goud        | 1ste ronde: vrij kwartfinale: W van GBR Darby halve finale: W van USA Hines finale: W van FIN Mäkinen |
| Kaarlo Mäkinen     | -56kg (m)   | Zilver      | 1ste ronde: W van FRA Ducayla kwartfinale: W van GBR Sansum halve finale: W van SWE Larsson finale: V van FIN Pihlakamäki zilveren halve finale: W van GBR Darby zilveren finale: W van USA Hines                                             |
| Kustaa Pihlajamäki | -61kg (m)   | 5e          | 1ste ronde: W van FRA Guinard 2de ronde: W van BEL Thijs kwartfinale: W van FRA Delmas halve finale: V van USA Newton bronzen halve finale: V van JPN Naito                                                                                   |
| Arvo Haavisto      | -66kg (m)   | Brons       | 1ste ronde: W van SUI Corti kwartfinale: W van EST Praks halve finale: V van USA Vis zilveren halve finale: W van FRA Pouvroux zilveren finale: V van FIN Wikström bronzen halve finale: W van DEN Eriksen bronzen finale: W van GBR Gardiner |
| Volmar Wikström    | -66kg (m)   | Zilver      | 1ste ronde: W van DEN Eriksen kwartfinale: W van FRA Jourdain halve finale: W van GBR Gardiner finale: V van USA Vis zilveren halve finale: W van CAN Montgomery zilveren finale: W van FIN Haavisto                                          |
| Fridolf Lundsten   | -72kg (m)   | 9e          | 1ste ronde: V van GBR Davis |
| Eino Leino         | -72kg (m)   | Zilver      | 1ste ronde: W van BEL Janssens kwartfinale: W van BEL Roosen halve finale: V van SUI Gehri zilveren halve finale: W van USA Lookabough zilveren finale: W van USA Johnson                                                                     |
| Johan Penttilä     | -79kg (m)   | 4e          | 1ste ronde: W van FRA Durr kwartfinale: V van SUI Hagemann zilveren halve finale: W van DEN Christoffersen zilveren finale: V van BEL Ollivier bronzen halve finale: W van SUI Bonassin bronzen finale: V van FIN Pekkala                     |
| Vilho Pekkala      | -79kg (m)   | Brons       | 1ste ronde: W van USA Wright kwartfinale: W van USA Smith halve finale: V van BEL Ollivier bronzen halve finale: W van ITA Bonassin bronzen finale: W van FIN Penttilä                                                                        |
| Iisak Mylläri      | -87kg (m)   | 7e          | 1ste ronde: W van GBR Lay kwartfinale: V van SWE Svensson |
| Hjalmar Nyström    | +87kg (m)   | 9e          | 1ste ronde: V van SUI Roth |
| Toivo Pohjala      | +87kg (m)   | 5e          | 1ste ronde: vrij kwartfinale: W van SUI Roth halve finale: V van SWE Nilsson |
| Grieks-Romeins     |             |             | |
| Anselm Ahlfors     | -58kg (m)   | Zilver      | 1ste ronde: W van SWE Hansson 2de ronde: W van FRA Appruzèze 3de ronde: W van ITA Gozzi 4de ronde: V van EST Putsep 5de ronde: W van HUN Tasnadi 6de ronde: W van FIN Ikonen                                                                  |
| Väinö Ikonen       | -58kg (m)   | Brons       | 1ste ronde: W van ITA Gozzi 2de ronde: V van EST Putsep 3de ronde: W van EST Koolmann 4de ronde: W van NOR Martinsen 5de ronde: W van NOR Olsen 6de ronde: V van FIN Ahlfors                                                                  |
| Kalle Anttila      | -62kg (m)   | Goud        | 1ste ronde: W van DEN Torgensen 2de ronde: W van TCH Dyršmid 3de ronde: W van DEN Eriksen 4de ronde: W van EST Käpp 5de ronde: vrij 6de ronde: W van SWE Svensson 7de ronde: W van NOR Nord 8ste ronde: V van FIN Toivola                     |
| Aleksander Toivola | -62kg (m)   | Zilver      | 1ste ronde: W van DEN Eriksen 2de ronde: W van AUT Mezulian 3de ronde: W van TCH Dyršmid 4de ronde: W van DEN Torgensen 5de ronde: W van SWE Svensson 6de ronde: vrij 7de ronde: W van SWE Malmberg 8ste ronde: V van FIN Anttila             |
| Oskari Friman      | -67kg (m)   | Goud        | 1ste ronde: W van NOR Gaupset 2de ronde: W van TCH Beranek 3de ronde: vrij 4de ronde: W van DEN Askehave 5de ronde: W van HUN Matura 6de ronde: W van HUN Keresztes                                                                           |
| Karl Westerlund    | -67kg (m)   | Brons       | 1ste ronde: W van TUR Akbaş 2de ronde: W van BEL Christoffel 3de ronde: V van HUN Keresztes 4de ronde: W van EST Praks 5de ronde: W van TCH Kratochvil 6de ronde: W van EST Kusnets                                                           |
| Arthur Lindfors    | -75kg (m)   | Zilver      | 1ste ronde: W van LUX Dumont 2de ronde: W van POL Okulicz-Kozaryn 3de ronde: W van TUR Yalaz 4de ronde: W van YUG Grbić 5de ronde: W van AUT Fischer 6de ronde: W van ITA Gorletti 7de ronde: V van FIN Westerlund                            |
| Edvard Westerlund  | -75kg (m)   | Goud        | 1ste ronde: W van TUR Sade 2de ronde: W van BEL Dumont 3de ronde: W van NED Reinderman 4de ronde: W van SWE Nilsson 5de ronde: W van DEN Christoffersen 6de ronde: W van YUG Grbic 7de ronde: W van FIN Lindfors                              |
| Onni Pellinen      | -82,5kg (m) | Brons       | 1ste ronde: W van YUG Nad 2de ronde: W van HUN Dömény 3de ronde: W van NED Misset 4de ronde: W van EST Loo 5de ronde: vrij 6de ronde: V van SWE Svensson                                                                                      |
| Emil Wecksten      | -82,5kg (m) | 5e          | 1ste ronde: W van EST Loo 2de ronde: W van ITA Ceccatelli 3de ronde: W van HUN Varga 4de ronde: V van SWE Svensson 5de ronde: V van SWE Westergren                                                                                            |
| Edil Rosenqvist    | +82,5kg (m) | Zilver      | 1ste ronde: W van SWE Nilsson 2de ronde: W van AUT Mileder 3de ronde: W van NED Sint 4de ronde: W van FRA Dame 5de ronde: W van DEN Larsen 6de ronde: V van FRA Deglane                                                                       |
| Johan Salila       | +82,5kg (m) | 9e          | 1ste ronde: W van ITA Giuria 2de ronde: V van BEL Pothier 3de ronde: V van DEN Larsen |

### Zeilen
| Olympiër     | Onderdeel    | Resultaat | Prestatie             |
| ------------ | ------------ | --------- | --------------------- |
| Hans Dittmar | 12 voets jol | Brons     | 8 punten: (1-2-5-5-3) |

### Zwemmen
| Olympiër      | Onderdeel           | Resultaat | Prestatie              |
| ------------- | ------------------- | --------- | ---------------------- |
| Arvo Aaltonen | 200m schoolslag (m) | 18e       | serie 2: 4de in 3.11,0 |
| Viljo Viklund | 200m schoolslag (m) | 22e       | serie 3: 4de in 3.12,4 |

Argentinië · Australië · België · Brazilië · Brits-Indië · Bulgarije · Canada · Chili · Cuba · Denemarken · Ecuador · Egypte · Estland · Filipijnen · Finland · Frankrijk · Griekenland · Groot-Brittannië · Haïti · Hongarije · Ierland · Italië · Japan · Joegoslavië · Letland · Litouwen · Luxemburg · Mexico · Monaco · Nederland · Nieuw-Zeeland · Noorwegen · Oostenrijk · Polen · Portugal · Roemenië · Spanje · Tsjecho-Slowakije · Turkije · Uruguay · Verenigde Staten · Zuid-Afrika · Zweden · Zwitserland